# 国正武重
国正 武重（くにまさ たけしげ、1933年11月27日 - 2019年11月21日）は、日本の政治評論家、ジャーナリスト。元朝日新聞編集委員。愛媛県出身。

## 略歴
1958年早稲田大学法学部第一法学部卒業、早稲田大学院入学。1959年朝日新聞に入社、1967年東京本社政治部に配属される。以来、佐藤栄作内閣を皮切りに歴代政権を担当した。1978年政治部次長、大平内閣の首相官邸クラブ責任者となる。1981年編集委員（政治担当）、1993年役員待遇。1995年退社、以後フリージャーナリストとして活躍した。
1999年に月刊誌『世界』に発表した湾岸戦争に関する論説記事で、同年度の日本記者クラブ賞を受賞。

## 著書

### 単著
- 『漂流する政治』近代文芸社、1997年。ArsLonga、2023年
- 『戦後政治の素顔――記者の証言』近代文芸社、1997年
- 『湾岸戦争という転回点』岩波書店、1999年。ArsLonga、2023年
- 『権力の病室――大平総理最期の14日間』文藝春秋、2007年。ArsLonga、2023年
- 『伊東正義 総理のイスを蹴飛ばした男――自民党政治の「終わり」の始まり』岩波書店、2014年。ArsLonga、2023年
- 『今だから言えること　歴代首相の素顔が語る、日本の光と影』ArsLonga、2012年
- 『今だから言えること2　歴代首相の素顔が語る、日本の光と影』ArsLonga、2012年
- 『財界の鞍馬天狗――中山素平さんが言い遺したこと』ArsLonga、2013年 ISBN 978-4-910677-02-6
- 『今だから言えること3　歴代首相の素顔が語る、日本の光と影』ArsLonga、2014年
- 『今だから言えること4　歴代首相の素顔が語る、日本の光と影 「何故、伊東正義さんは、総理大臣のイスを蹴飛ばしたのか」』ArsLonga、2015年
- 『日本政治の一証言──社会党と土井たか子の時代』ArsLonga、2021年 ISBN 978-4-910677-00-2[5]

### 編著
- 『革新連合政権』学陽書房、1974年
- 佐々木良作著・国正武重編『一票差の人生――佐々木良作の証言』朝日新聞社、1989年
- 『自民単独支配の終焉――総括・リクルート政局』岩波書店、1989年
- 石川真澄著・国正武重編『戦争体験は無力なのか――ある政治記者の遺言』岩波書店、2005年。ArsLonga、2023年

### 共著
- 『21世紀に生きる』桐原書店、1996年
- 加藤周一対談・国正武重インタビュー 解説『後藤田正晴語り遺したいこと』岩波書店[岩波ブックレット]、2005年